# GERDA-Experiment
Das GERDA-Experiment (englisch The GERmanium Detector Array) ist ein Experiment zur Suche nach dem neutrinolosen doppelten Betazerfall des Germanium-Isotops 76Ge. Anders als der normale doppelte Betazerfall, bei dem zwei Neutrinos emittiert werden, ist dieser Prozess mit dem Standardmodell der Teilchenphysik nicht erklärbar, ein experimenteller Nachweis wäre also eine Sensation.

## Suche nach neutrinolosen Betazerfällen
Das Nuklid 76Ge ist stabil gegen einfachen, aber nicht gegen doppelten Betazerfall. Die Halbwertszeit beträgt etwa 1,84·1021 Jahre. Die beim Zerfall freiwerdende Energie von 2039 keV verteilt sich auf zwei Elektronen und zwei Neutrinos. Die detektierbare Summenenergie der beiden Elektronen weist daher eine breite Verteilung auf.
Ein neutrinoloser Doppel-Betazerfall wäre noch wesentlich seltener. Er würde sich dadurch auszeichnen, dass die Summe der Energien der ausgesandten Elektronen immer gleich der Zerfallsenergie ist. Mit einer guten Energieauflösung des Detektors ließen sich also beide Zerfallsarten voneinander unterscheiden, denn der kontinuierlichen Verteilung müsste eine einzelne „Linie“ überlagert sein.

## Aufbau
In Phase I des Experiments werden acht Detektoren aus hochreinem Germanium benutzt, die zugleich die Strahlungsquelle darstellen. Um die Empfindlichkeit des Experiments zu erhöhen, wurde das Germanium auf einen 76Ge-Anteil von 86 % angereichert. Diese Detektoren stammen aus dem ehemaligen Heidelberg-Moskau-Experiment und dem IGEX-Experiment. Für die Phase II wurde das Detektorsystem durch neu erworbenes Germanium erweitert. Die Detektoren befinden sich in einem Tank mit flüssigem Argon, das als Kühlmittel und zur Abschirmung gegen natürliche Strahlungsquellen dient. Der Kryostat für das flüssige Argon befindet sich wiederum in einem Wassertank, das ebenfalls zur Abschirmung dient, aber auch als Veto-Detektor für kosmische Myonen.
Um den Nulleffekt zu reduzieren, wird das Experiment in den Laboratori Nazionali del Gran Sasso 1400 m unter der Erde durchgeführt.
Zukünftig (Stand 2019) soll GERDA im Rahmen einer größeren, weltweiten Zusammenarbeit namens LEGEND weiter betrieben werden, bei der insgesamt 1000 Kilogramm Germanium-76 verwendet werden sollen.

## Ergebnisse
Aus den zwischen November 2011 und Mai 2013 gewonnenen Daten wurde eine Untergrenze für die partielle Halbwertszeit des neutrinolosen Doppelbetazerfalls von 2,1•1025 Jahren gewonnen. Dies steht im Widerspruch zu den Ergebnissen des Heidelberg-Moskau-Experiments.
In einer Phase II wurde durch apparative Verbesserungen die Empfindlichkeit gesteigert. Die Hintergrundstrahlung beträgt damit weniger als 10−3 Ereignisse/(keV kg Jahr). Somit kann diese Messphase bis zu einer Exposition von 100 kg*Jahren als hintergrundfrei angesehen werden. Der neueste (2018) Mindestwert der partiellen Halbwertszeit des neutrinolosen Doppelbetazerfalls von Ge-76 beträgt  2•1026 Jahre (90 % C.L.).